# Lactarius atrovelutinus
Lactarius atrovelutinus é um fungo que pertence ao gênero de cogumelos Lactarius na ordem Russulales. Encontrado na China, foi descrito cientificamente por J. Z. Ying em 1991.